# Vernard Hollins
Vernard Jerrell Hollins (Fort Wayne, 23 novembre 1980) è un ex cestista statunitense, professionista in Europa.

## Palmarès
- Campionato ungherese: 1

Szolnoki Olaj: 2006-07
- Coppa di Macedonia: 1

Rabotnički Skopje: 2005
- Coppa d'Ungheria: 1

Szolnoki Olaj: 2007
- Coppa di Svizzera: 1

Starwings: 2010
- Coppa di Lega svizzera: 1

Neuchatel: 2014